# Villasbuenas de Gata
Villasbuenas de Gata es un municipio y localidad española de la provincia de Cáceres, en la comunidad autónoma de Extremadura. El término municipal tiene una población de 510 habitantes (INE 2024).

## Geografía

### Localización
Villasbuenas se ubica en el centro de la mancomunidad de Sierra de Gata, situada en el norte de la provincia en la sierra del mismo nombre. Se ubica entre los 40°10′ de latitud norte y los 6°37´ de longitud oeste y el término tiene una extensión de 46,83 km². Está a una distancia de 102 km de Cáceres, la capital provincial.
El término limita con:
- Gata al norte y, a través del enclave de Moheda de Gata, también al sur;
- Acebo haciendo esquina al noroeste;
- Perales del Puerto al oeste;
- Torre de Don Miguel haciendo esquina al noreste;
- Santibáñez el Alto al este.

### Hidrografía
La Rivera de Gata es el principal río que pasa por el término. Mantiene un caudal permanente durante todo el año, registrando fuertes crecidas en épocas de lluvias. Nace en la sierra de las Jañonas, muy cerca de La Almenara, concretamente en una zona denominada El Pantano a 1220 m de altitud. Después de atravesar los términos de Gata, Villasbuenas de Gata y Moraleja, la Rivera de Gata cede sus aguas al río Árrago.

### Orografía
Lo atraviesan diversos valles de origen tectónico en dirección NE-SW. En el norte se encuentran las cumbres más altas —Cancho de los Montejos (643 m), La Aliseda (607 m)— que van descendiendo hasta el Sur —Castillejos (400 m), Navalloro (396 m). La Peña Alta (504 m) en su parte central, es un mirador natural desde el que se divisa gran parte del término. El municipio se encuentra a 429 m de altitud. 

### Climatología
El clima es del tipo mediterráneo continental templado. La temperatura media anual es de 15.5 °C. Los inviernos suelen ser suaves con una temperatura media de 7 °C., alcanzando las mínimas absolutas valores de -4 °C. El verano es seco y templado con una temperatura media estacional de 24 °C y unas máximas absolutas de 37 °C. Las precipitaciones anuales superan los 1000 mm de media, índice muy elevado, solo comparable con regiones del norte de la península como Galicia o Asturias.

## Flora
El clima benigno de la sierra de Gata favorece la existencia de una vegetación mediterránea, con gran diversidad de especies, siendo una de las comarcas que mejor conserva la flora originaria. Robles, encinas y alcornoques forman bosques aclarados o dehesas, y en su defecto formaciones de matorral con jaras, tomillos, escobas, carquesas, retamas, brezos, etc. Las laderas de las sierras están cubiertas de robles, castaños, y pinos, mientras que en las cabeceras de los valles o en los barrancos crecen alisos, fresnos, acebos, madroños y en el valle, la encina y el alcornoque que alternan con olivos, viñas, frutales y huertas.

## Historia
Los primeros asentamientos estables en la sierra de Gata se produjeron hacia el año 3000 a.c., viviendo sus pobladores en pequeños poblados de piedra, unidos por vínculos familiares. En Castillejos (Villasbuenas de Gata) se han hallado restos de uno de estos poblados.
Villasbuenas de Gata perteneció al señorío de los Fonseca, familia de la nobleza salmantina emparentada con la conocida saga de arzobispos del mismo apellido, por compra que realizó Rodrigo de Messia a Felipe II en 1556.
Aunque su contribución a la Conquista americana fue escasa (debido al poco vecindario de la población), uno de sus habitantes, Francisco de Trejo, se destacó como gran soldado en Perú y en Colombia, y como eficiente cabildante en la ciudad de Mérida (Venezuela). En estos mismos escenarios conquistadores también intervino Cristóbal Gómez Nieto.
Hasta la reforma de la nomenclatura municipal de 1916 el municipio se llamaba simplemente Villasbuenas. En dicha fecha su nombre fue modificado por el de Villasbuenas del Gata.

## Demografía
Villasbuenas de Gata cuenta con una población de 510 habitantes (INE 2024).
| Gráfica de evolución demográfica de Villasbuenas de Gata entre 1842 y 2021 |
| |
| Población de derecho según los censos de población del INE Población de hecho según los censos de población del INEEn estos censos se denominaba Villasbuenas: 1842, 1857, 1860, 1877, 1887, 1897, 1900 y 1910. |

## Transportes
La localidad está atravesada por la EX-205, llamada aquí avenida de Extremadura, que une Hervás con Portugal.

## Patrimonio
Los principales monumentos son:

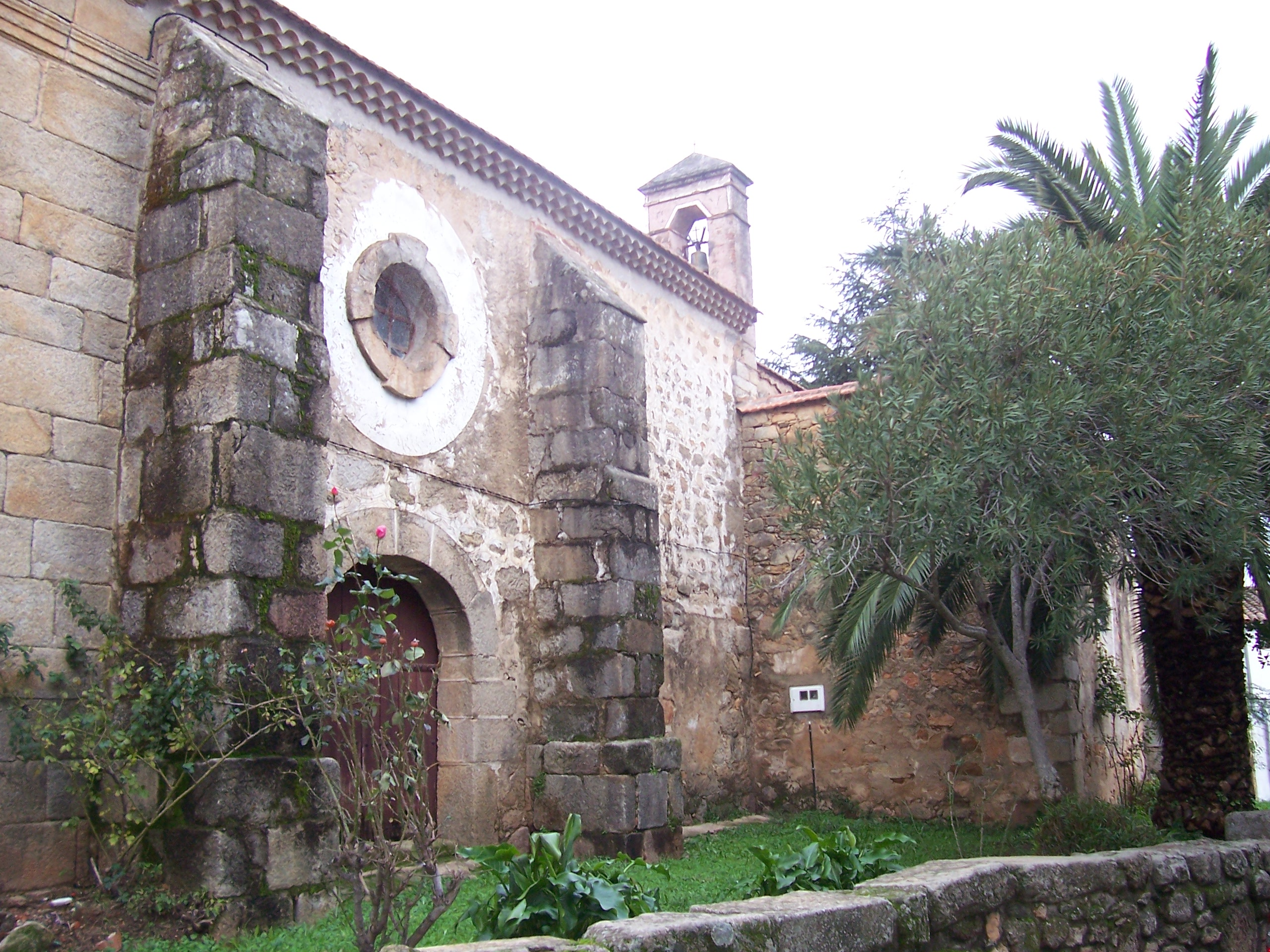
Iglesia de Villasbuenas de Gata.

- Iglesia parroquial católica bajo la advocación de La Consolación, a cargo del párroco de Perales del Puerto, en la diócesis de Coria;[6]
- Casa de la Mujer Panzuda, palacio del siglo XVII con relieves peculiares;
- Baños de la Cochina, balneario de lodo situado en el término de Villasbuenas, al que se atribuyen propiedades curativas.

## Festividades
En Villasbuenas de Gata se celebran las siguientes festividades:
- La cuajá, Domingo de Ramos;
- Romería, primer sábado de mayo;
- San Pantaleón, 26 al 29 de julio, siendo el día grande el 27;
- Los carboches, 1 de noviembre.